# 栄町 (小平市)
栄町（さかえちょう）は、東京都小平市の地名。郵便番号は187-0034。

## 地理
小平市の西部に位置する。
東から、小平市小川西町、小平市小川町、東大和市向原、東大和市新堀、東村山市富士見町、に隣接する。

### 河川
- 野火止用水

## 歴史
開拓が進まず雑木林が広がっていたことから、繁栄を願って付けられた瑞祥地名である。

## 世帯数と人口
2022年（令和4年）8月1日現在の世帯数と人口は以下の通りである。
| 町丁       | 世帯数    | 人口    |
| ---------- | --------- | ------- |
| 栄町一丁目 | 385世帯   | 758人   |
| 栄町二丁目 | 746世帯   | 1,704人 |
| 栄町三丁目 | 418世帯   | 903人   |
| 計         | 1,549世帯 | 3,365人 |

## 小・中学校の学区
市立小・中学校に通う場合、学区は以下の通りとなる。
| 丁目   | 番地 | 小学校                   | 中学校                 |
| ------ | ---- | ------------------------ | ---------------------- |
| 一丁目 | 全域 | 小平市立上宿小学校       | 小平市立小平第五中学校 |
| 二丁目 | 全域 | 小平市立小平第十三小学校 | 小平市立小平第二中学校 |
| 三丁目 | 全域 | 小平市立小平第十三小学校 | 小平市立小平第二中学校 |

なお、二丁目全域と三丁目全域は小平市立小平第二小学校も選択できる調整区域である。

## 交通

### 鉄道
| 近隣の駅                                                                        |
| ------------------------------------------------------------------------------- |
| 西武拝島線 国分寺線 - 小川駅（SS 31）（SK 04） 西武拝島線 - 東大和市駅（SS 32） |

### バス
- 小平市コミュニティタクシー#栄町ルート(乗合タクシー)

### 道路
- けやき通り
- こぶし通り
- 栄町通り
- 栄町中央通り
- 栄町北通り

## 施設
- 栄町記念公園